# Kuta Ujung (Kuta Panjang)
Kuta Ujung is een bestuurslaag in het regentschap Gayo Lues van de provincie Atjeh, Indonesië. Kuta Ujung telt 686 inwoners (volkstelling 2010).